# Рівнопіль (Великоновосілківська селищна громада)
Рівно́піль — село в Україні, у Великоновосілківський селищній громаді Волноваського району Донецької області.

## Загальні відомості
Село розташоване за 118 км від обласного центру,  76,4 км від районного центру та 17 км від адміністративного центру громади, на лівому березі річки Ворона.
Землі села межують із територією села Новодарівка Пологівського району Запорізької області.

## Історія

### XX століття
На початку 1918 року колонія налічувала 750 жителів, з них 690 євреїв. Починаючи з 1918 року колонія впродовж трьох років піддавалася нападам і погромам махновців, денікінців та дрібних банд з навколишніх сіл. Денікінський погром вчинений загоном Андрієм Шкуро. У відповідь на прохання делегації колоністів припинити погроми, Шкуро пригрозив їх усіх повісити, якщо вони його часом не покинуть. За весь час погрому вбито 3 мешканців, поранено все поселення, зґвалтовано 30 жінок, залишено 8 сиріт, зруйновано 25 єврейських будинків, 1 єврейський кооператив, 2 єврейські кузні, 1 єврейська школа та 1 єврейська бібліотека. Значна частина єврейського населення виїхала до Юзівки, Маріуполя, Мелітополя та інших міст з більш стійкою владою. Зі зміцненням радянської влади бандитизм припинився. Наприкінці 1990-х років колонія налічувала 340 жителів, з них 300 євреїв, всі хлібороби.

### XXI століття
12 червня 2020 року,  в ході децентралізації, село увійшло до складу Великоновосілківської селищної громади.
17 липня 2020 року, в результаті адміністративно-територіальної реформи та ліквідації Великоновосілківського району, село увійшло до складу  Волноваського району.

### Російське вторгнення в Україну (з 2022)
З березня 2022 року село Рівнопіль перебувало під тимчасовою російською окупацією.
25 червня 2023 року, в ході контрнаступу ЗСУ, село було звільнено від російських окупантів силами бійців 31 ОМБР і повернуто під контроль України.
14 листопада 2024 року село було повторно окуповане російськими військами.

## Населення
За даними перепису 2001 року населення села становило 98 осіб, з них 43,88 % зазначили рідною мову українську та 56,12 % — російську.

## Особистість
У 1958 році в Рівнополі народилася Віра Просалова — доктор філологічних наук, професор, завідувач кафедри української літератури Донецького національного університету, член Донецького відділення Наукового товариства імені Тараса Шевченка.